# Iglesia de Nuestra Señora del Burgo de Rabastens
La iglesia de Nuestra Señora del Burgo de Rabastens (en francés: église Notre-Dame-du-Bourg) es una iglesia parroquial medieval de Francia erigida en la pequeña localidad de Rabastens (5394 hab. en 2014), en el departamento de Tarn, región de Occitania. La iglesia fue objeto en 1899 de una clasificación al título de monumento histórico de Francia.
También es, desde 1998, uno de los bienes individuales incluidos en «Caminos de Santiago de Compostela en Francia», inscrito en el Patrimonio de la Humanidad de la Unesco (n.º ref. 868-060).

## Historia
Durante el siglo XII, un priorato románico fue construido en Rabastens por los monjes benedictinos de la abadía de Moissac. Eligieron esta ubicación estratégica por estar en el cruce de la ruta Toulouse-Lyon y en una zona fértil en el valle aluvial del río Tarn. Muy deteriorada durante la cruzada albigense, la iglesia se reconstruyó a partir del Tratado de Meaux-París y la vuelta de la paz. El portal románico se conservó pero el resto fue construido en ladrillo según la moda del gótico meridional. Las obras duraron cerca de dos siglos.
Durante las guerras de religión, el monumento fue saqueado y se transformó en un cuartel. Las estatuas, muebles y orfebrería se dispersaron. Después del retorno al culto católico, la iglesia fue confiada a los jesuitas que la transforman en una colegiata. Se acometió una restauración que durará hasta el siglo XVIII.
Durante la revolución de 1789, la iglesia sufrió daños mayores. Se restauró de nuevo en el siglo XIX bajo la dirección de César Daly. En esta ocasión, las pinturas murales fueron redescubiertas ocultas bajo sucesivos enlucidos.
Está clasificada como monumento histórico desde el 31 de agosto de 1899. En 1998, en la 22.ª reunión de Kioto del Comité del Patrimonio Mundial, fue uno de los bienes individuales incluidos en «Caminos de Santiago de Compostela en Francia», inscrito en el Patrimonio de la Humanidad de la Unesco (n.º ref. 868-060).

## Descripción

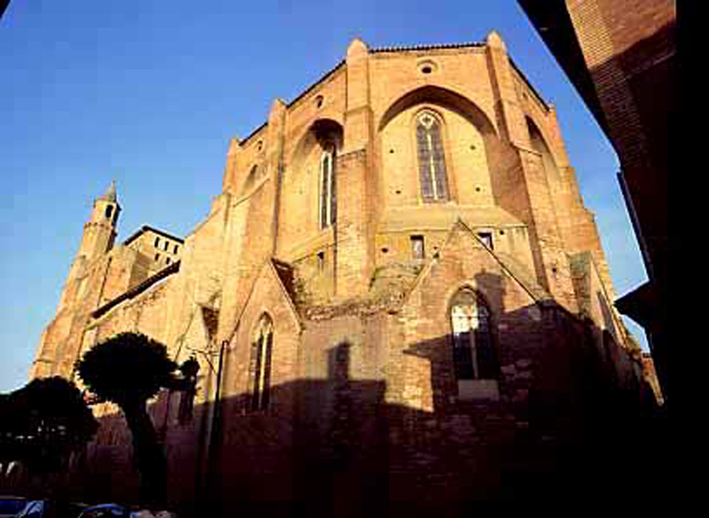
La cabecera con las ventanas altas del coro

Las partes más antiguas datan del siglo XII. El edificio, casi en su totalidad en ladrillo, se terminó en el siglo XIV. De la iglesia románica original no susbsisten a la vista más que ocho capiteles con ábacos adornados, intercalados en el portal principal actual.
La nave rectangular tiene 19 m de largo por 12 m de ancho. Está abovedada con ojivas y se divide en cuatro tramos. Está cerrada por una cabecera de 5 lados y un rosetón corona la entrada occidental.
La nave, que parece datar de principios del siglo XIII, presenta una bóveda contrarrestada con grandes contrafuertes de ladrillo, entre los que se colocaron en el siglo XIV capillas sin proyección al exterior. Los soportes involucrados fueron cortados a la altura de la planta baja para ensanchar la nave y se terminan con piezas de cola. El coro, construido de una sola vez en el siglo XIV, tiene capillas contemporáneas, establecidas, como en la nave entre los estribos que no superan. Por encima de las capillas hay una galería de triforium, cuyo saliente exterior está cubierto por ladrillos esmaltados y que se abre a la iglesia a través de una serie de vanos geminados reinantes bajo las altas ventanas à meneaux (ajímez).
En 1860 se descubrieron fragmentos de pintura del siglo XIV que representan temas tomados de la vida de la Virgen.

### Galería de imágenes

Detalles del portal principal
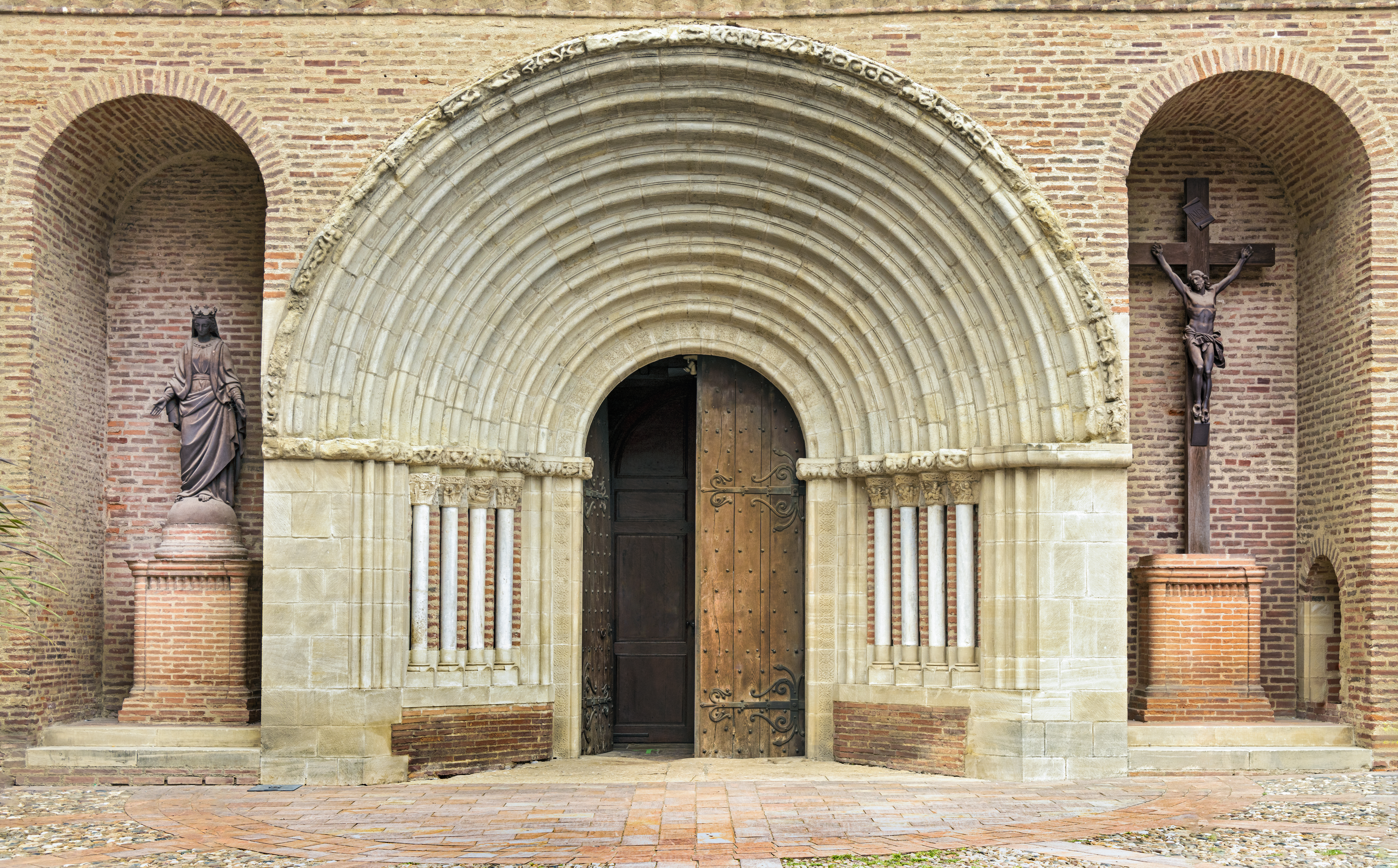
Vista general del portal
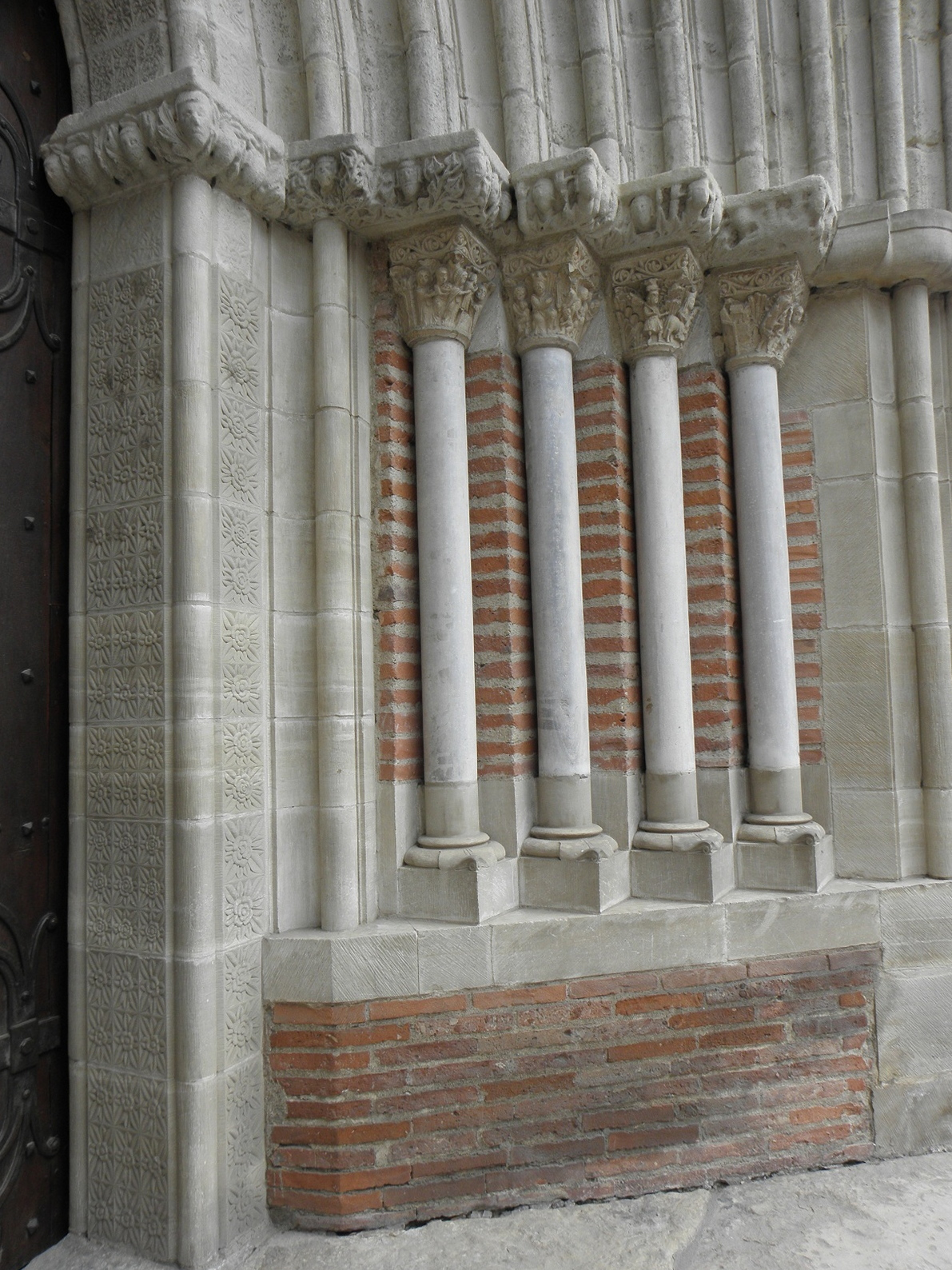
Columnas y capiteles sur
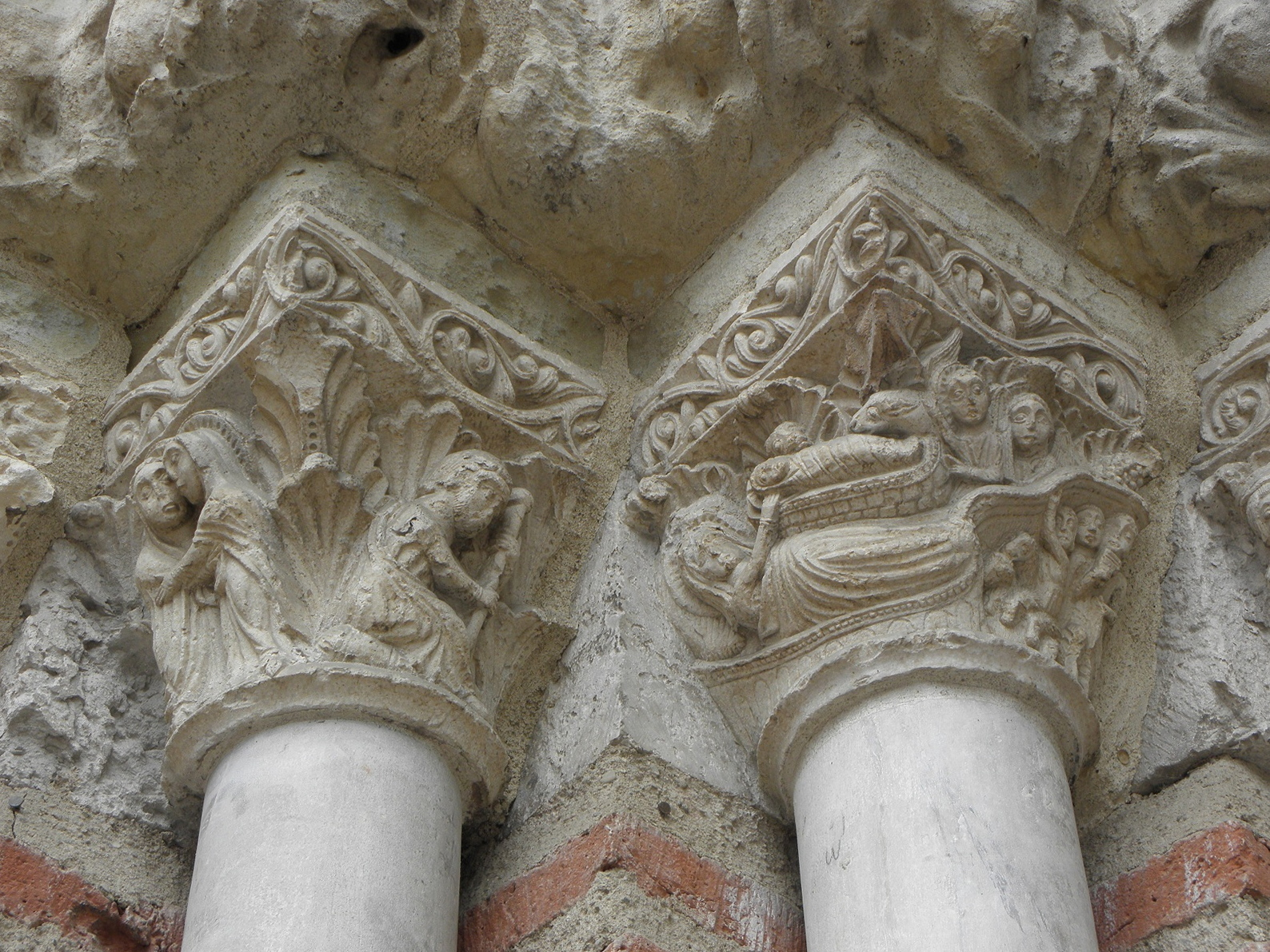
Detalle: Visitación y Natividad
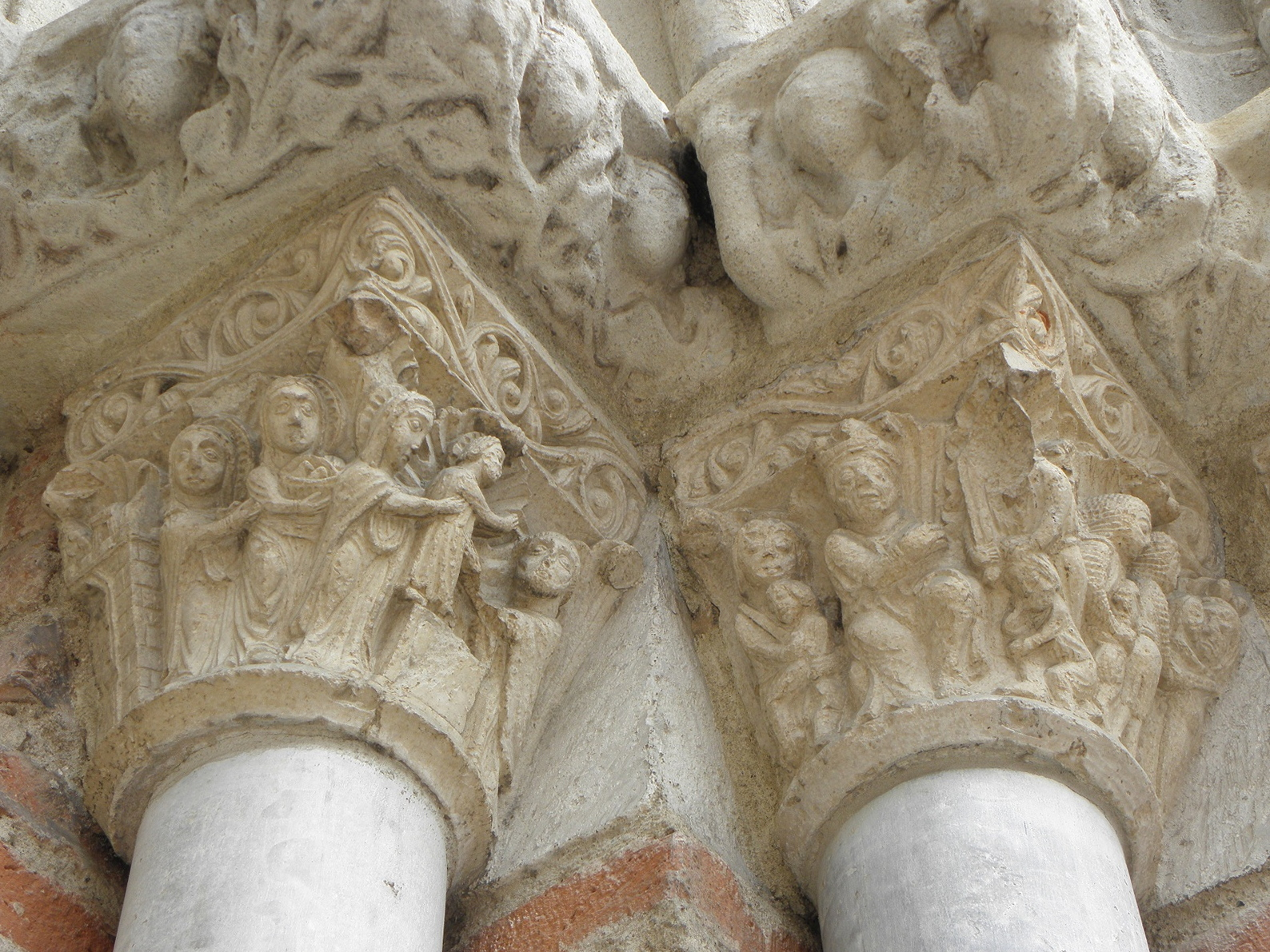
Detalle: Presentación en el Templo y la matanza de los Santos Inocentes

El interior
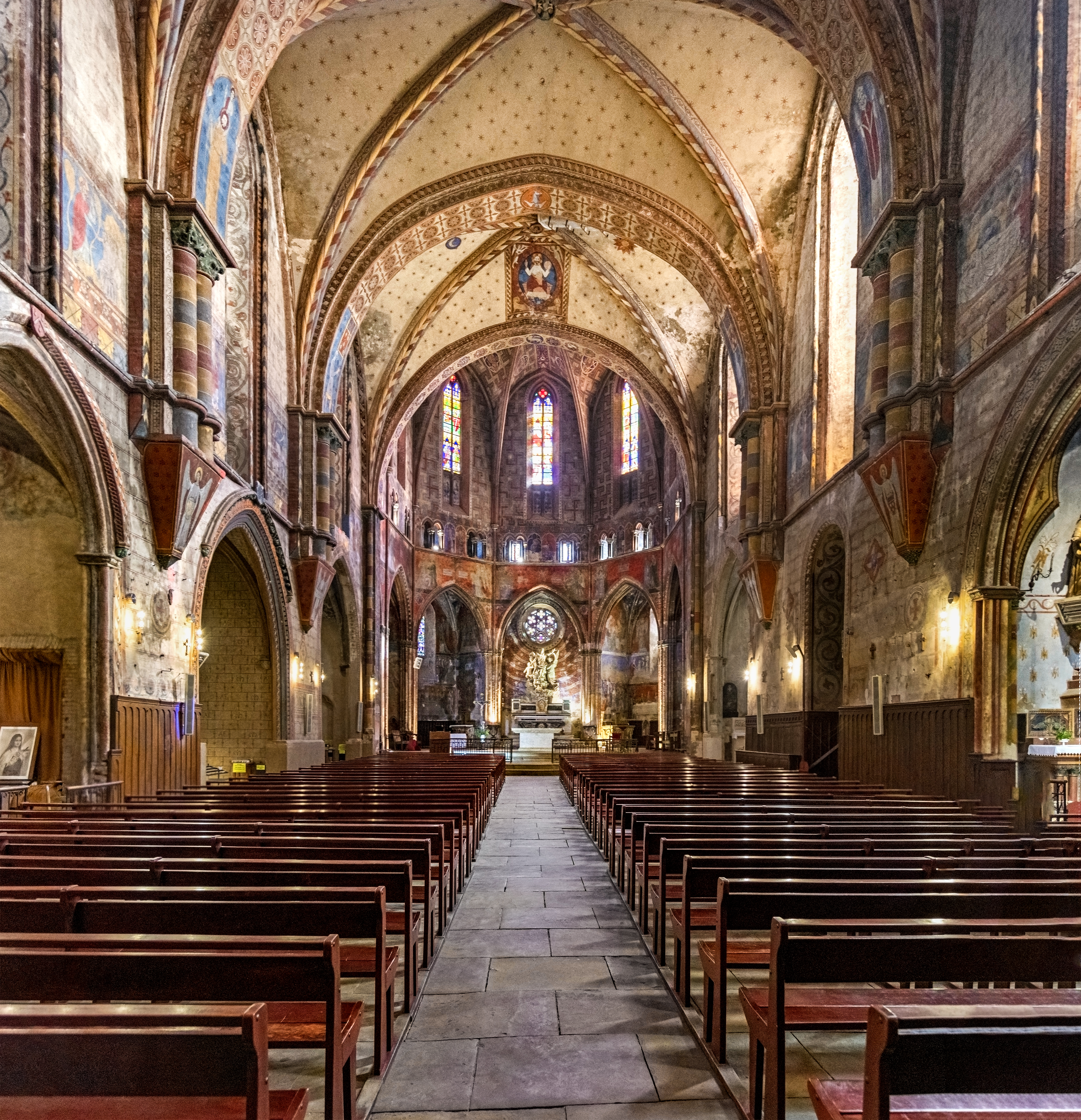
Vista interior
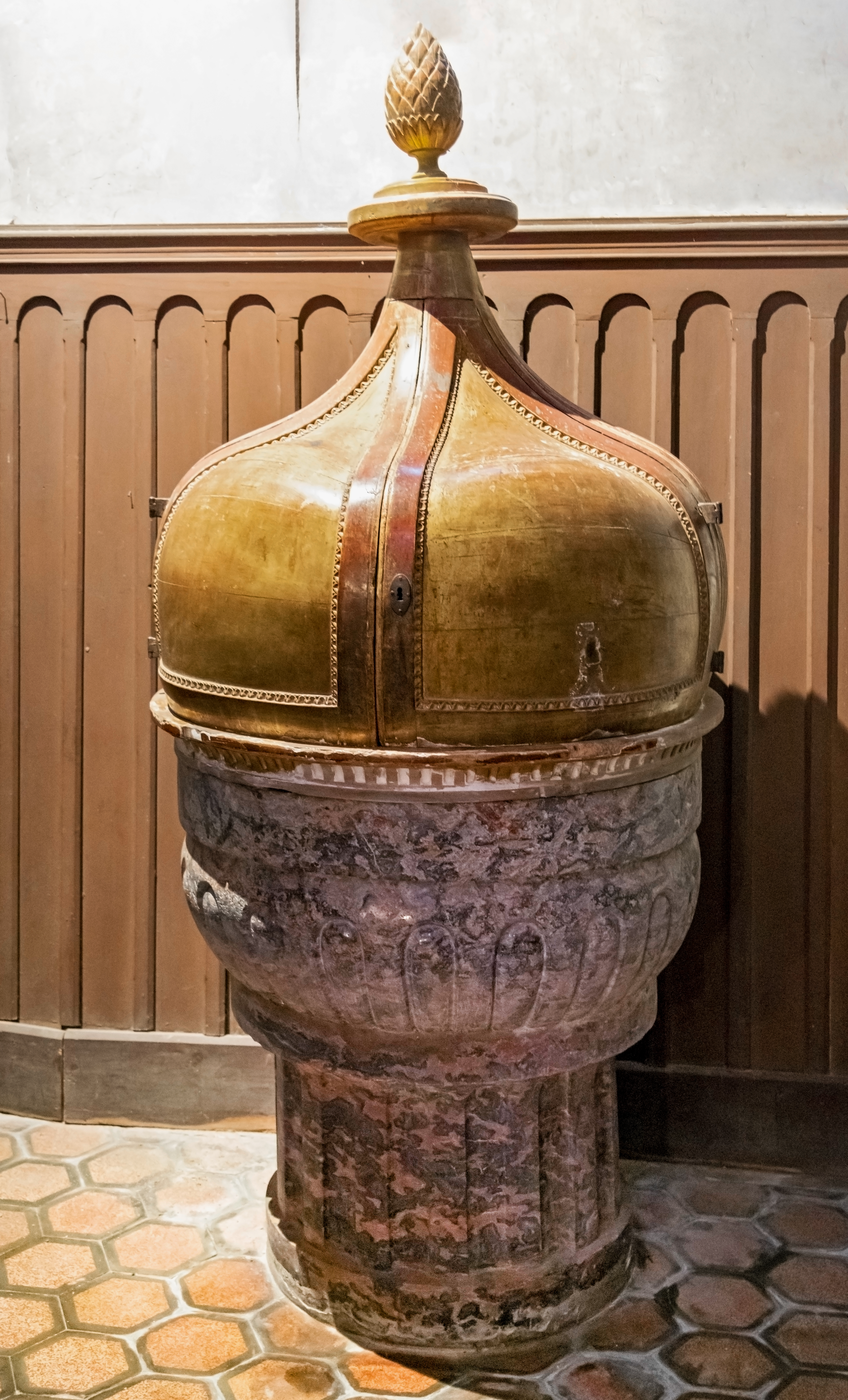
La fuente bautismal
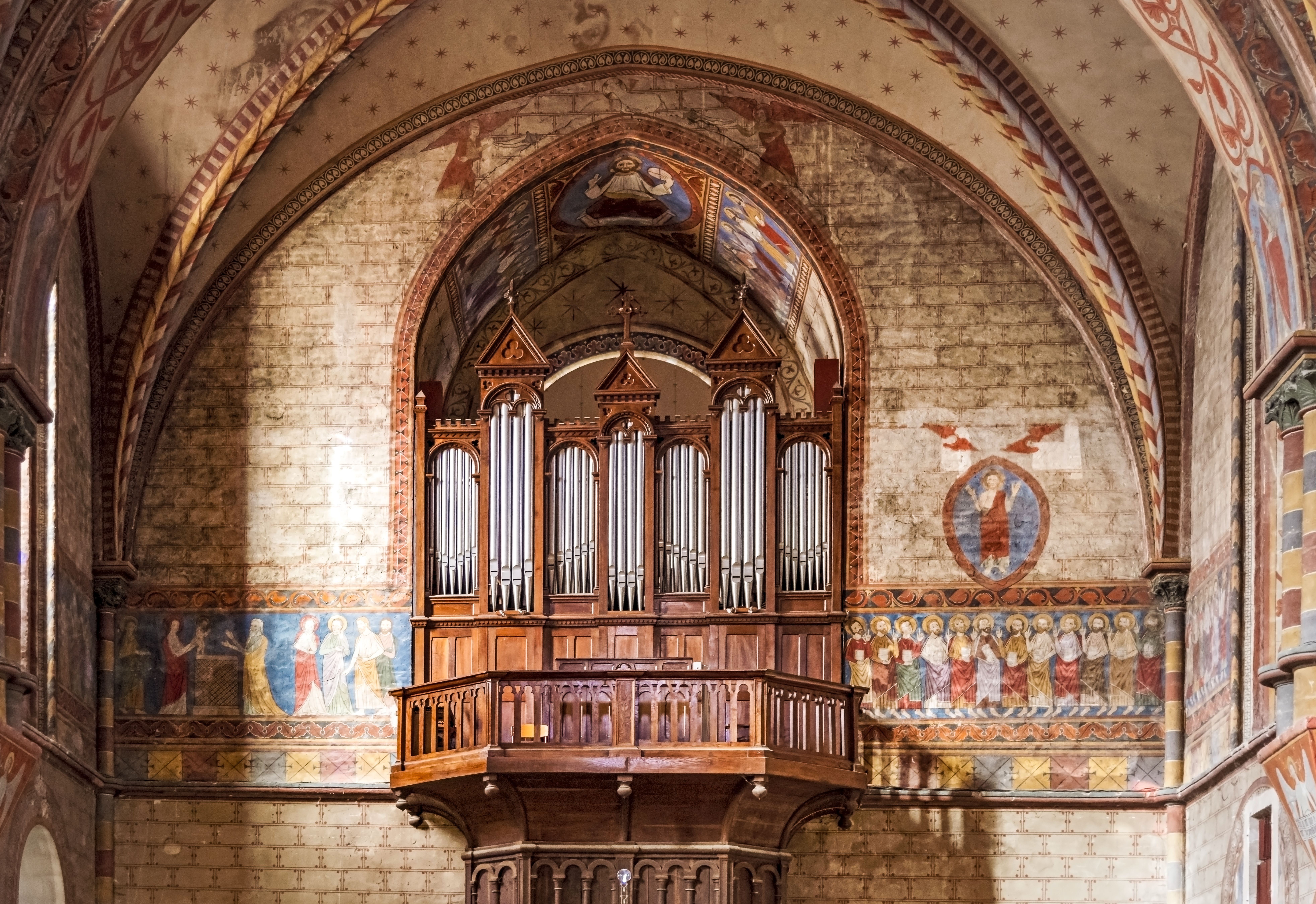
El órgano del coro
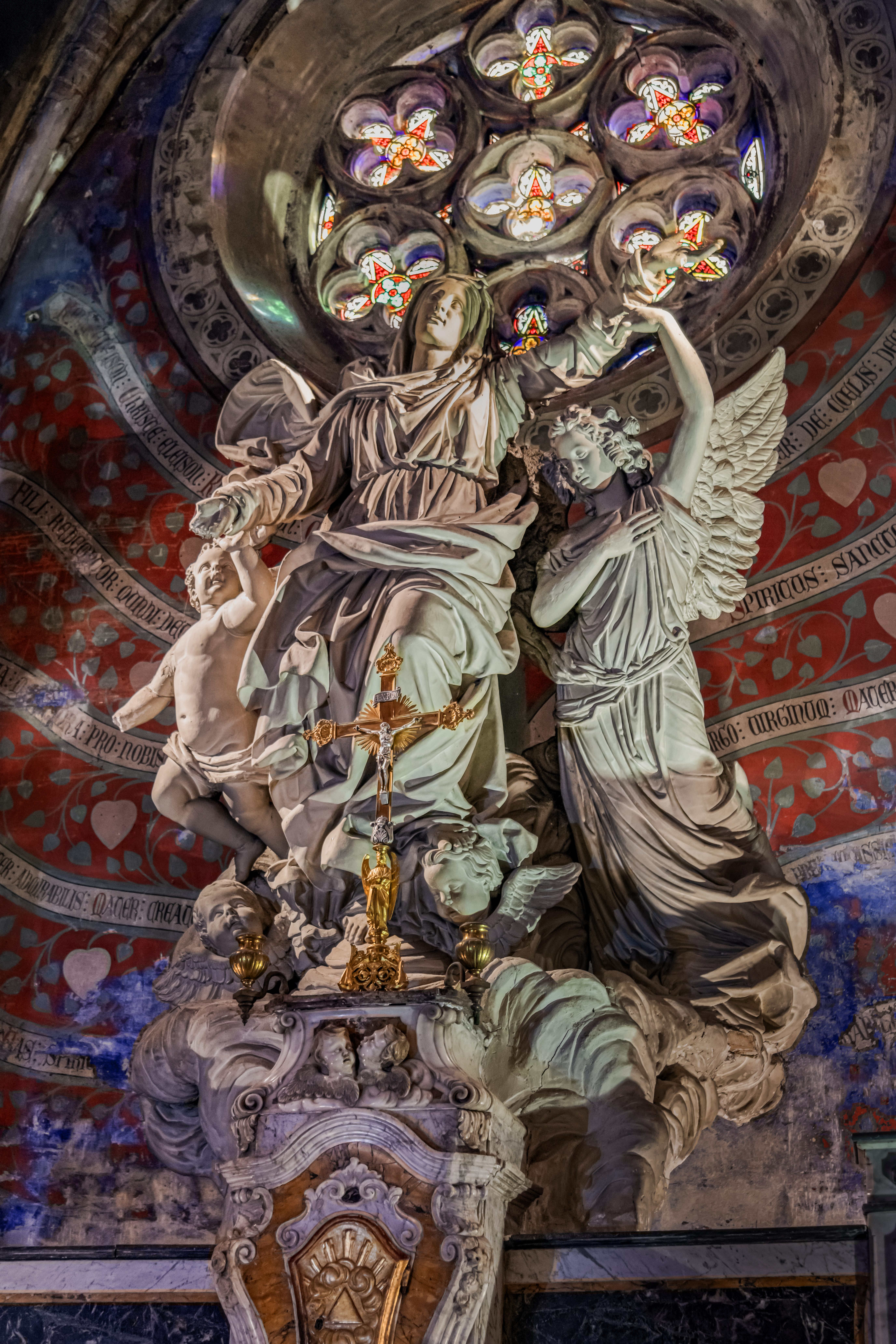
Retablo del Altar Mayor: Asunción de María
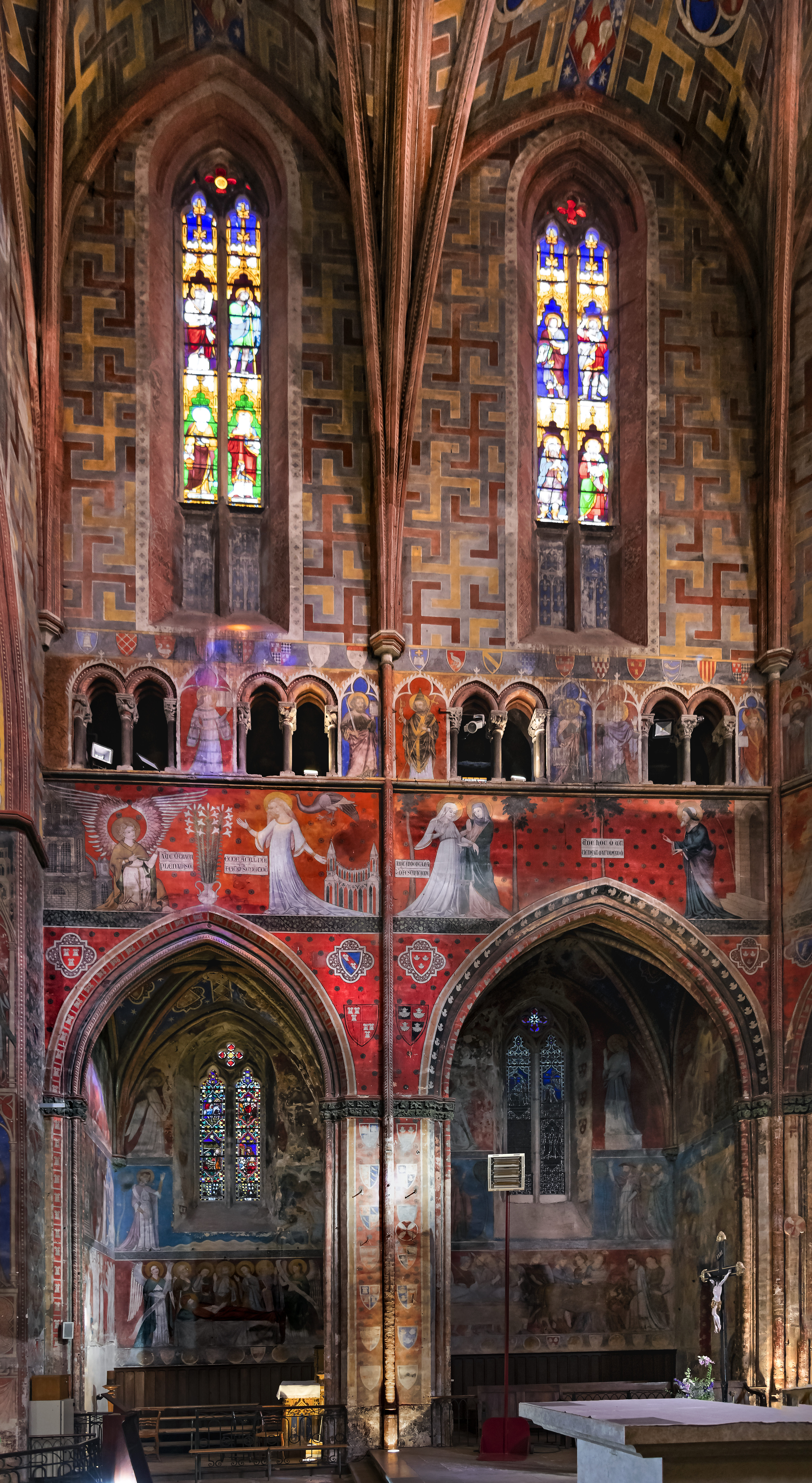
Parte izquierda del coro